# Paragymnomerus excelsus
Paragymnomerus excelsus är en stekelart som först beskrevs av Kostylev 1935.  Paragymnomerus excelsus ingår i släktet Paragymnomerus och familjen Eumenidae. Inga underarter finns listade i Catalogue of Life.